# Bidonì
Bidonì (sardinsky: Bidunìu) je italská obec (comune) v provincii Oristano v regionu Sardinie. Nachází se ve výšce 250 metrů nad mořem a má 126 obyvatel. Rozloha obce je 11,72 km².